# Nicollet County
Nicollet County is een county in de Amerikaanse staat Minnesota.
De county heeft een landoppervlakte van 1.171 km² en telt 29.771 inwoners (volkstelling 2000). De hoofdplaats is Saint Peter.